# Caritas Internationalis
Pour les articles homonymes, voir Caritas (homonymie).
Caritas Internationalis est une confédération internationale d'organisations catholiques à but caritatif, présente dans plus de 200 pays et territoires. Son nom vient du latin caritas signifiant amour de l'autre, prononcé /'karita:s/.
La première association Caritas a été fondée à Fribourg-en-Brisgau, en Allemagne, en 1897. En France, sa branche locale est le Secours catholique fondé en 1946.

## Histoire

### Naissance en Allemagne
La première organisation locale Caritas est née en Allemagne à Cologne en 1897. Elle a été créée par l'évêque Lorenz Werthmann (de) (1858-1921) dont le nom allemand d'origine était Charitasverband für das Katholische Deutschland dont la traduction littérale en français est: « Association caritative pour l'Allemagne catholique ». En 1916, Caritas est reconnue par la conférence des évêques comme l'union des associations caritatives diocésaines. Pendant le temps du National-socialisme, Caritas a perdu de sa force juridique et politique, bien qu'elle ait été légalement reconnue en 1933.
Pendant la période de l'après-guerre de la Seconde Guerre mondiale, Caritas (Association allemande Caritas) a intensifié ses activités dans la distribution d'aides étrangères pour le peuple allemand. Au début des années soixante, des volontaires étrangers sont venus en aide aux victimes de guerre.
Après l'union des deux Allemagnes, Caritas est retournée dans l'ancienne  République démocratique allemande en 1990, et sa réouverture comme une organisation légalement constituée, ses travaux et ses objectifs ont été reconnus. En 1993, l'organisation de Caritas en Allemagne est présidée par un conseil dont le directeur  est depuis 2004 le théologien, Peter Neher (de) (Allgäu, Bayern).

### Internationalisation
À la suite du Congrès mondial eucharistique à Amsterdam en juillet 1924, qui regroupait soixante représentants de vingt-deux pays, une Conférence catholique d'œuvres de charité a été fondée, avec comme base Caritas Suisse à Lucerne. En 1928, la conférence prit le nom de Caritas Catholica. Mises en sommeil pendant la Seconde Guerre mondiale, les activités de l'association reprirent en 1947, approuvées par Montini, secrétaire d'État de Pie XII (et futur pape sous le nom de Paul VI) qui lui donna la charge de représenter officiellement toutes les activités de charité et de bienfaisance poursuivies par l'Église catholique au niveau international, en particulier à l'ONU. Les diverses associations Caritas ont commencé à s'unir entre elles à partir de 1950, sous l'égide de Montini. La première assemblée générale de Caritatis Internationalis eut lieu en décembre 1951, avec le soutien du Vatican. Les membres fondateurs étaient issus de treize pays: l'Autriche, la Belgique, le Canada, le Danemark, la France, l'Allemagne, les Pays-Bas, l'Italie, le Luxembourg, le Portugal, l'Espagne, la Suisse et les États-Unis. En 1957 la Confédération prit le nom de Caritas Internationalis pour refléter sa présence mondiale, et est aujourd'hui présente dans plus de 200 pays et territoires.

### Engagement mondial
Depuis, Caritas Internationalis est présent sur tous les fronts de la pauvreté à travers le monde. Lors de la guerre du Biafra, Caritas a participé, avec la Croix-Rouge, à des ponts aériens visant à apporter nourriture et médicaments aux civils. Toutefois, croyant à tort à une guerre de religion, Caritas a aussi recruté le mercenaire suédois Carl-Gustav von Rosen pour soutenir la sécession dirigée par le colonel Odumegwu Ojukwu et les Ibos chrétiens.

### Mise sous tutelle
Le 22 novembre 2022, le Vatican annonce la mise sous tutelle provisoire de Caritas Internationalis et nomme Pier Francesco Pinelli, un laïc italien, administrateur provisoire de la confédération. À partir de cette date, le cardinal Luis Antonio Tagle n'en est plus président. Le secrétaire général, Aloysius John, est suspendu de ses fonctions et une nouvelle équipe de direction est nommée à titre provisoire, jusqu’à l’assemblée générale en mai 2023, qui élit président le cardinal Tarcisio Isao Kikuchi.
Le cardinal Luis Antonio Tagle, président de la confédération jusqu'au 22 novembre 2023, précise que « la décision du Saint-Père est le résultat d'une étude attentive et indépendante. Il n'est pas question d'abus ou de mauvaise gestion financière. Le travail pour les pauvres continue ». En effet, le travail d’audit mené par un groupe d’experts indépendants composé de psychologues italiens n’a fait émerger aucun scandale d’ordre sexuel ou financier.
Le communiqué de presse du Dicastère pour le service du développement humain intégral mentionne que « d’autres thèmes importants et domaines nécessitant une attention urgente » ont attiré l’attention au cours de l’enquête, ainsi que « des faiblesses dans les procédures de gestion [avec] un effet négatif sur l’esprit d’équipe et le moral du personnel ».

## Éthique et statut pontifical juridique
Caritas Internationalis est une organisation caritative d'inspiration chrétienne. Dans sa lettre pontificale lui conférant la personnalité juridique canonique publique, le pape Jean-Paul II résume son inspiration ainsi :

« Au cours de la Dernière Cène, la veille de sa Passion, le Seigneur Jésus a laissé une consigne précise à ses Apôtres : « Je vous donne un commandement nouveau : vous aimer les uns les autres ; comme je vous ai aimés, aimez-vous les uns les autres. » (Jn 13, 34). Soutenue par ce mandat, l'Église a annoncé l'Évangile et a dispensé la grâce des sacrements, en se préoccupant toujours d'accompagner son action par le témoignage de l'amour. 
Ainsi, dès le début, la vie de la communauté chrétienne a été caractérisée par l'exercice concret de la charité, exprimée en particulier dans l'attention à l'égard des pauvres et des faibles (cf. Ac 2, 42-47). Depuis presque deux siècles, sont apparus dans le domaine diocésain et paroissial des groupes qui ont par la suite pris le nom de Caritas, en poursuivant l'objectif d'assister ceux qui se trouvaient dans des situations de besoin. 
(...)
« C'est pourquoi, pour confirmer le rôle ecclésial joué par cette Confédération de grand mérite, et répondant à la demande explicite adressée à ce propos, en vertu de l'autorité apostolique et conformément aux normes du Code de Droit canonique, j'accorde à Caritas Internationalis la personnalité juridique canonique publique (cf. cann. 116-123 du Codex Iuris Canonici). J'en confirme les statuts et le règlement, qui devront être interprétés à la lumière de ce qui est établi dans ce Chirographe. Toute modification de ceux-ci devra être confirmée par moi, de même que l'éventuel transfert du Siège social, qui se trouve actuellement dans l'Urbs. »

— Pape Jean-Paul II - Lettre apostolique « Au cours de la Cène du Seigneur » - Donnée, à Castel Gandolfo, le 16 septembre 2004.

Caritas apporte l’aide aux plus vulnérables, sans distinction de race ou de religion, au nom des catholiques du monde entier.

## Organisation

### Structure
Caritas compte plus de 160 membres. Un membre est une organisation caritative nationale ou un groupe collectif de ces organisations œuvrant avec l’appui de leur Église respective, ou bien une organisation caritative internationale reconnue par le Vatican vouée au progrès et au développement de l’homme.

#### Président
Le représentant au niveau mondial de Caritas est pour 4 ans à partir de mai 2023 le cardinal japonais Tarcisio Isao Kikuchi.

#### Secrétaire général
Le secrétaire général de Caritas Internationalis est monsieur Alistair Dutton, secrétaire général en fonction depuis mai 2024.
Le Secrétariat général couvre les domaines suivant : interventions d’urgence, plaidoyer et communications, liaison internationale et renforcement des capacités.

#### Gouvernance
Tous les quatre ans, les représentants de tous les pays membres se réunissent en la Cité du Vatican pour étudier le travail réalisé et approuver le budget. L’Assemblée générale élit un groupe plus restreint, appelé comité exécutif, qui a un mandat de quatre ans pour gouverner les activités de la confédération.
L’Assemblée générale élit aussi le Président, le Secrétaire général, le Trésorier et les sept Présidents régionaux de Caritas Internationalis. Ce groupe plus des observateurs constituent le bureau ayant une responsabilité mondiale de gouvernance.

#### Régions

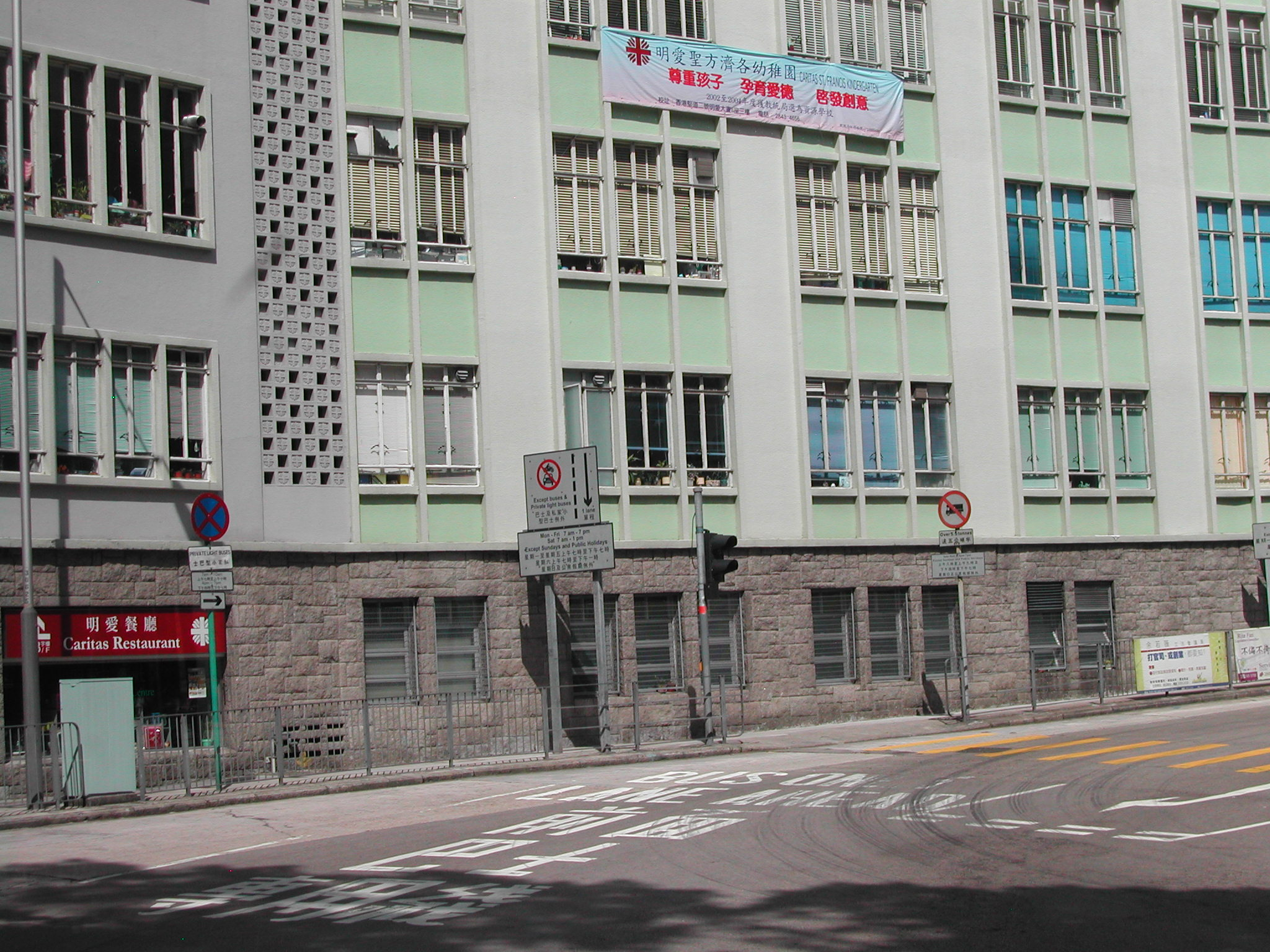
La maison Caritas à Caine Road à Hong Kong.

Caritas Internationalis est divisée en sept régions, qui travaillent ensemble pour promouvoir les activités interrégionales, soit : Afrique, Asie, Europa (Europe), Amérique latine et Caraïbes, Moyen Orient et Afrique du Nord (MONA), Amérique du Nord, et Océanie.

### Financement
Au sein de Caritas Internationalis, chaque unité locale est autonome et indépendante. Toutefois, un principe du soutien de la communauté mondiale tout entière est reconnue et se manifeste le plus souvent par des coopérations entre différentes unités nationales. Le financement de Caritas provient de dons en argent et en nature. Le budget global, issu essentiellement de dons privés mais aussi de fonds publics, avoisine les 5 milliards d'euros en 2019.

### Salariés et bénévolat
À l'échelle mondiale, elle emploie en 2011 40 000 salariés et dispose de 125 000 bénévoles qui donnent du temps .
Pour son bon fonctionnement, Caritas Internationalis dispose d'une large équipe de volontaires bénévoles. Les bénévoles qui travaillent avec Caritas accomplissent leur travail en allant dans des centres locaux de Caritas ou dans l'église la plus proche, où chacun peut s'engager et rendre un service. Aucune inscription ne peut se faire par Internet. Selon les activités des pays, les bénévoles reçoivent une formation adéquate pour travailler et se développer.

### Bureaux
Caritas a des bureaux auprès des Nations unies à New York et à Genève, et son siège dans la Cité du Vatican. Son Secrétariat Général est situé dans le Palazzo San Calisto au Vatican.

## Logo
Le graphiste Bert Hunter conçoit, en 1962, le logo de la « croix de feu », symbole de la charité, représentant une croix dont émanent dans quatre directions des flammes stylisées. La ligne verticale de la croix symbolise le lien entre Dieu et l'homme, alors que la ligne horizontale symbolise la « responsabilité des populations pour elles-mêmes et entre elles ». La flamme est un symbole de chaleur, métaphore du soutien et de la solidarité qui feront la charité concrète.

## Devise
Le mot Caritas, Amour/Charité en latin, ornait déjà  l'intérieur de l'image du Sacré-Cœur révélée  à Sainte Marguerite-Marie par les apparitions de Paray-le-Monial en France au XVIIe siècle et ce mot au centre d'un cœur dont sortent des flammes ardentes, et symbolise    chez les catholiques, la charité issue du Cœur de Jésus, Homme et Dieu (cf.  Hymne à la Charité  de Saint Paul, seconde épître aux Corinthiens) enseignée au peuple chrétien : la Charité est aussi une des trois vertus théologales, enseignée par Saint Jean, elle  concerne l'Amour de Dieu et celui du prochain blessé.

## Domaines d'interventions

### Paix et réconciliation
Afin de promouvoir le respect des personnes humaines, premières victimes des conflits armées, Caritas Internationalis s'engage dans la promotion de la paix et de la réconciliation à travers le monde. Ses interventions récentes ont visé la guérison interconfessionnelle au Sri Lanka , la protection des civils vulnérables dans les conflits en Colombie , ou encore l'enseignement de cours sur le rétablissement de la paix a été organisé dans une école primaire de Bagdad, pendant la période de Noël, dans le but d’améliorer la coexistence entre les enfants musulmans et chrétiens .

### Urgences
Bien que déterminé à engager des programmes sur le long terme, Caritas répond aussi dans l'urgence aux crises mondiales. Afin de pouvoir financer ses opérations exceptionnelles, Caritas lance régulièrement des appels de fonds, notamment l'appel 2010 visant à aider directement 350 000 personnes dans la région soudanaise du Darfour, parmi lesquelles 240 000 personnes qui ont perdu leur maison.

### Justice économique

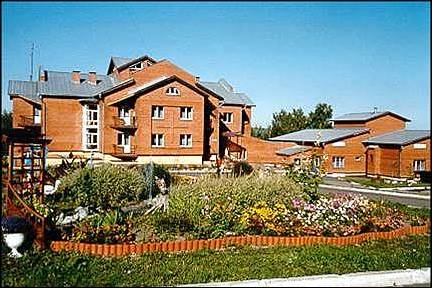
L'orphelinat Saint-Nicolas, dirigé par Caritas à Novossibirsk en Russie.

Caritas Internationalis œuvre afin que les dirigeants mondiaux respectent leur promesse de mettre un terme à la pauvreté d’ici 2015 lorsqu’ils ont décidé d’atteindre les Objectifs du millénaire pour le développement (OMD). Caritas Internationalis est aussi un acteur de cette justice économique en menant des programmes de grande ampleur et d'impact local, comme des programmes de micro-crédit en Afrique. Ainsi, Caritas Ouganda a commencé ses activités de microfinance avec la création d’un fonds de secours d’urgence à l’intention des veuves de guerre et de ceux qui ont perdu leur habitation en raison du conflit. Le fonds a grossi pour devenir le Centenary Rural Development Bank, qui est la plus grosse institution de microfinance en Ouganda et la deuxième plus grande banque du pays .

### Changement climatique
Caritas s’efforce d’aider les communautés à s’adapter aux effets des changements climatiques, par exemple en construisant des abris anti-cyclones au Bangladesh ou en mettant sur pied des systèmes d’alerte précoce dans la région sahélienne d’Afrique de l’Ouest particulièrement exposée à la sécheresse . En janvier 2008, Caritas Internationalis a créé un service “Changement climatique” au sein de sa délégation CI à Genève en Suisse pour participer activement aux débats actuels – au sein des Nations unies et d’autres organisations internationales – sur les risques que présente le changement climatique, surtout pour les pauvres et les plus vulnérables.

### VIH/SIDA
Caritas s'engage contre le SIDA en apportant son aide aux hommes, aux femmes et aux enfants atteints par le virus. Au Vietnam, Le refuge, qui est géré par l’archevêché d’Ho-Chi-Minh-Ville (Saïgon) et est financé par Caritas, dispense des soins, distribue des médicaments et anime des programmes d’éducation à l’intention des mères et des enfants porteurs du VIH. Caritas Internationalis travaille avec l'ONUSIDA afin de témoigner de l’expertise des organisations parrainées par l’Église catholique dans leur travail de riposte au sida. Des efforts conjoints ont abouti à un message du Pape Benoît XVI en décembre 2005, appelant à la compassion à l’égard des personnes vivant avec le VIH.

### Migrations
Estimant que près de 2,4 millions de personnes seraient victimes de la traite chaque année dont la moitié seraient des mineurs, Caritas manifeste sa solidarité, en tant que partenaire d’exécution du Haut Commissariat des Nations Unies pour les réfugiés (HCR) dans 21 pays, en dénonçant le traitement inhumain des migrants, en les soutenant là où ils sont et en aidant ceux qui souhaitent réintégrer leur pays d'origine. Les organisations Caritas appartiennent au réseau ERSO (organisations européennes d’appui à la réintégration). Placée sous la direction de Caritas Autriche, cette initiative offre des services de conseil aux migrants avant qu’ils ne quittent leur pays. En 2008, le projet a mis l’accent sur l’aide en faveur des migrants rentrant chez eux, en particulier ceux qui se sont vu refuser l’asile .
Caritas Schweiz mène différentes actions en faveur des requérants d’asile, des réfugiés reconnus et des migrants. L'organisation est un acteur reconnu par la Confédération Fédérale dans le cadre des procédures d'asile. Elle peut donc contribuer à une procédure d’asile équitable, voire fournir des conseils en vue d’un retour. Dans les cantons de Fribourg et de Schwytz, elle exécute des mandats cantonaux pour l'hébergement, l'encadrement et l'intégration des requérants d’asile et des réfugiés. (Plus d'information à propos du droit d'asile en Suisse.)

## Présence internationale
Le réseau international de Caritas Internationalis, basée à la Cité du Vatican, regroupe 162 organisations catholiques nationales dans plus de 200 pays et territoires.
Les membres sont regroupés dans sept régions, qui chacune disposent d'un secrétariat autonome: Caritas Africa, Caritas Amérique du Nord, Caritas Amérique latine et Caraïbes, Caritas Asia, Caritas Europa, Caritas Moyen-Orient et Afrique du Nord (en) (Caritas MONA), et Caritas Océanie.
Caritas Europe, qui a son siège à Bruxelles, coordonne la collaboration de 49 organisations basées dans 46 pays, se préoccupant de la pauvreté, du chômage et des migrations dans toute la région Europe et collaborant avec d'autres organisations caritatives en Europe.

### Organisations membres
La liste complète complète des organisations membres de Caritas Internationalis comprend:
| Région                              | Pays                             | Organisation membre (nom en français)     | Création |
| ----------------------------------- | -------------------------------- | ----------------------------------------- | -------- |
| Caritas Africa                      | Angola                           | Caritas Angola                            | 1957     |
| Caritas Africa                      | Bénin                            | Caritas Bénin                             | 1958     |
| Caritas Africa                      | Botswana                         | Caritas Botswana                          | 1984     |
| Caritas Africa                      | Burkina Faso                     | Caritas Burkina Faso (OCADES)             | 1956     |
| Caritas Africa                      | Burundi                          | Caritas Burundi                           | 1962     |
| Caritas Africa                      | Cameroun                         | Caritas Cameroun                          | 1971     |
| Caritas Africa                      | Cap-Vert                         | Caritas Cap-Vert                          | 1976     |
| Caritas Africa                      | République centrafricaine        | Caritas République centrafricaine         | 1960     |
| Caritas Africa                      | Tchad                            | Caritas Tchad                             | 1986     |
| Caritas Africa                      | Comores                          | Caritas Comores                           | 1979     |
| Caritas Africa                      | République du Congo              | Caritas Congo Brazzavilla                 | ?        |
| Caritas Africa                      | République démocratique du Congo | Caritas Congo                             | 1960     |
| Caritas Africa                      | Côte d'Ivoire                    | Caritas Côte d'Ivoire                     | 1955     |
| Caritas Africa                      | Guinée équatoriale               | Caritas Guinée équatoriale                | 1980     |
| Caritas Africa                      | Érythrée                         | Caritas Erythrée                          | ?        |
| Caritas Africa                      | Éthiopie                         | Caritas Éthiopie (ECC SDCO)               | 1965     |
| Caritas Africa                      | Gabon                            | Caritas Gabon                             | 1967     |
| Caritas Africa                      | Gambie                           | Caritas Gambie (CaDO)                     | 2001     |
| Caritas Africa                      | Ghana                            | Caritas Ghana                             | 1960     |
| Caritas Africa                      | Guinée                           | Caritas Guinée (OCPH)                     | 1986     |
| Caritas Africa                      | Guinée-Bissau                    | Caritas Guinée-Bissau                     | 1982     |
| Caritas Africa                      | Kenya                            | Caritas Kenya                             | 1973     |
| Caritas Africa                      | Lesotho                          | Caritas Lesotho                           | 1970     |
| Caritas Africa                      | Liberia                          | Caritas Libéria                           | 1990     |
| Caritas Africa                      | Madagascar                       | Caritas Madagascar                        | 1959     |
| Caritas Africa                      | Malawi                           | Caritas Malawi (CADECOM)                  | 1985     |
| Caritas Africa                      | Mali                             | Caritas Mali                              | 1986     |
| Caritas Africa                      | Maurice                          | Caritas Île Maurice                       | 1965     |
| Caritas Africa                      | Mozambique                       | Caritas Mozambique                        | 1977     |
| Caritas Africa                      | Namibie                          | Caritas Namibie                           | 1987     |
| Caritas Africa                      | Niger                            | Caritas Niger (CADEV)                     | 1962     |
| Caritas Africa                      | Nigeria                          | Caritas Nigeria (CCFN)                    | 2010     |
| Caritas Africa                      | Rwanda                           | Caritas Rwanda                            | 1960     |
| Caritas Africa                      | Sao Tomé-et-Principe             | Caritas Sao Tomé-et-Principe              | 1981     |
| Caritas Africa                      | Sénégal                          | Caritas Sénégal                           | 1966     |
| Caritas Africa                      | Seychelles                       | Caritas Seychelles                        | 1975     |
| Caritas Africa                      | Sierra Leone                     | Caritas Sierra Leone                      | 1981     |
| Caritas Africa                      | Afrique du Sud                   | Caritas Afrique du Sud (Siyabhabha Trust) | 1970     |
| Caritas Africa                      | Soudan du Sud                    | Caritas Soudan du Sud                     | 2011     |
| Caritas Africa                      | Soudan                           | Caritas Soudan                            | 1972     |
| Caritas Africa                      | Tanzanie                         | Caritas Tanzanie                          | 1971     |
| Caritas Africa                      | Togo                             | Caritas Togo (OCDI)                       | 1967     |
| Caritas Africa                      | Ouganda                          | Caritas Ouganda                           | 1970     |
| Caritas Africa                      | Zambie                           | Caritas Zambie                            | 2001     |
| Caritas Africa                      | Zimbabwe                         | Caritas Zimbabwe (CADEC)                  | 1972     |
| Caritas Africa                      | Eswatini                         | Caritas Swaziland                         | 1977     |
| Caritas Asia                        | Bangladesh                       | Caritas Bangladesh                        | 1967     |
| Caritas Asia                        | Cambodge                         | Caritas Cambodge                          | 1972     |
| Caritas Asia                        | Hong Kong                        | Caritas Hong Kong                         | 1953     |
| Caritas Asia                        | Inde                             | Caritas Inde                              | 1962     |
| Caritas Asia                        | Indonésie                        | Caritas Indonésie (Karina KWI)            | 2006     |
| Caritas Asia                        | Japon                            | Caritas Japon                             | 1946     |
| Caritas Asia                        | Kazakhstan                       | Caritas Kazakhstan                        | 1997     |
| Caritas Asia                        | Kirghizistan                     | Caritas Kirghizistan                      | 2011     |
| Caritas Asia                        | Laos                             | Caritas Laos                              | ?        |
| Caritas Asia                        | Macao                            | Caritas Macao                             | 1951     |
| Caritas Asia                        | Malaisie                         | Caritas Malaisie                          | 2020     |
| Caritas Asia                        | Mongolie                         | Caritas Mongolie                          | 2000     |
| Caritas Asia                        | Birmanie                         | Caritas Myanmar (KMSS)                    | 2001     |
| Caritas Asia                        | Népal                            | Caritas Népal                             | 1990     |
| Caritas Asia                        | Pakistan                         | Caritas Pakistan                          | 1965     |
| Caritas Asia                        | Philippines                      | Caritas Philippines (NASSA)               | 1966     |
| Caritas Asia                        | Singapour                        | Caritas Singapour                         | 2006     |
| Caritas Asia                        | Singapour                        | CHARIS                                    | 2010     |
| Caritas Asia                        | Corée du Sud                     | Caritas Corée                             | 1975     |
| Caritas Asia                        | Sri Lanka                        | Caritas Sri Lanka                         | 1968     |
| Caritas Asia                        | Taïwan                           | Caritas Taïwan                            | 1969     |
| Caritas Asia                        | Tadjikistan                      | Caritas Tadjikistan                       | 2007     |
| Caritas Asia                        | Thaïlande                        | Caritas Thaïlande                         | 1972     |
| Caritas Asia                        | Timor oriental                   | Caritas Timor Leste                       | 1999     |
| Caritas Asia                        | Ouzbékistan                      | Caritas Ouzbékistan                       | 2002     |
| Caritas Asia                        | Viêt Nam                         | Caritas Vietnam                           | 1965     |
| Caritas Europa                      | Albanie                          | Caritas Albanie                           | 1993     |
| Caritas Europa                      | Andorre                          | Caritas Andorre                           | 1993     |
| Caritas Europa                      | Arménie                          | Caritas Arménie                           | 1995     |
| Caritas Europa                      | Autriche                         | Caritas Autriche                          | 1897     |
| Caritas Europa                      | Azerbaïdjan                      | Caritas Azerbaïdjan                       | ?        |
| Caritas Europa                      | Biélorussie                      | Caritas Biélorussie                       | 1990     |
| Caritas Europa                      | Belgique                         | Caritas en Belgique                       | 1949     |
| Caritas Europa                      | Bosnie-Herzégovine               | Caritas Bosnie-Herzégovine                | 1995     |
| Caritas Europa                      | Bulgarie                         | Caritas Bulgarie                          | 1993     |
| Caritas Europa                      | Croatie                          | Caritas Croatie                           | 1992     |
| Caritas Europa                      | Tchéquie                         | Caritas République tchèque                | 1922     |
| Caritas Europa                      | Danemark                         | Caritas Danemark                          | 1947     |
| Caritas Europa                      | Estonie                          | Caritas Estonie                           | 1997     |
| Caritas Europa                      | Finlande                         | Caritas Finlande                          | 1960     |
| Caritas Europa                      | France                           | Secours catholique                        | 1946     |
| Caritas Europa                      | Géorgie                          | Caritas Géorgie                           | 1994     |
| Caritas Europa                      | Allemagne                        | Caritas Allemagne                         | 1897     |
| Caritas Europa                      | Grèce                            | Caritas Hellas                            | 1976     |
| Caritas Europa                      | Hongrie                          | Caritas Hongrie                           | 1931     |
| Caritas Europa                      | Islande                          | Caritas Islande                           | 1989     |
| Caritas Europa                      | Irlande                          | Trócaire                                  | 1973     |
| Caritas Europa                      | Italie                           | Caritas Italie                            | 1971     |
| Caritas Europa                      | Kosovo                           | Caritas Kosovo                            | 1992     |
| Caritas Europa                      | Lettonie                         | Caritas Lettonie                          | 2004     |
| Caritas Europa                      | Lituanie                         | Caritas Lituanie                          | 1926     |
| Caritas Europa                      | Luxembourg                       | Caritas Luxembourg                        | 1932     |
| Caritas Europa                      | Macédoine du Nord                | Caritas Macédoine                         | 1993     |
| Caritas Europa                      | Malte                            | Caritas Malte                             | 1965     |
| Caritas Europa                      | Moldavie                         | Caritas Moldavie                          | 1995     |
| Caritas Europa                      | Monaco                           | Caritas Monaco                            | 1990     |
| Caritas Europa                      | Monténégro                       | Caritas Monténégro                        | 1979     |
| Caritas Europa                      | Pays-Bas                         | Cordaid                                   | 2000     |
| Caritas Europa                      | Norvège                          | Caritas Norvège                           | 1952     |
| Caritas Europa                      | Pologne                          | Caritas Pologne                           | 1990     |
| Caritas Europa                      | Portugal                         | Caritas Portugal                          | 1956     |
| Caritas Europa                      | Roumanie                         | Caritas Roumanie                          | 1994     |
| Caritas Europa                      | Russie                           | Caritas Russie                            | 1991     |
| Caritas Europa                      | Serbie                           | Caritas Serbie                            | 1995     |
| Caritas Europa                      | Slovaquie                        | Caritas Slovaquie                         | 1927     |
| Caritas Europa                      | Slovénie                         | Caritas Slovénie                          | 1995     |
| Caritas Europa                      | Espagne                          | Caritas Espagne                           | 1947     |
| Caritas Europa                      | Suède                            | Caritas Suède                             | 1946     |
| Caritas Europa                      | Suisse                           | Caritas Suisse                            | 1901     |
| Caritas Europa                      | Turquie                          | Caritas Turquie                           | 1951     |
| Caritas Europa                      | Ukraine                          | Caritas Ukraine                           | 1992     |
| Caritas Europa                      | Ukraine                          | Caritas-Spes                              | 1991     |
| Caritas Europa                      | Royaume-Uni                      | CAFOD                                     | 1960     |
| Caritas Europa                      | Royaume-Uni                      | Caritas Social Action Network (CSAN)      | 2003     |
| Caritas Europa                      | Royaume-Uni                      | SCIAF                                     | 1965     |
| Caritas Amérique latine et Caraïbes | Antilles                         | Caritas Antilles                          | ?        |
| Caritas Amérique latine et Caraïbes | Argentine                        | Caritas Argentine                         | 1956     |
| Caritas Amérique latine et Caraïbes | Bolivie                          | Caritas Bolivie                           | 1958     |
| Caritas Amérique latine et Caraïbes | Brésil                           | Caritas Brésil                            | 1956     |
| Caritas Amérique latine et Caraïbes | Chili                            | Caritas Chili                             | 1956     |
| Caritas Amérique latine et Caraïbes | Colombie                         | Caritas Colombie                          | 1956     |
| Caritas Amérique latine et Caraïbes | Costa Rica                       | Caritas Costa Rica                        | 1963     |
| Caritas Amérique latine et Caraïbes | Cuba                             | Caritas Cuba                              | 1991     |
| Caritas Amérique latine et Caraïbes | République dominicaine           | Caritas République dominicaine            | 1961     |
| Caritas Amérique latine et Caraïbes | Équateur                         | Caritas Équateur                          | 1961     |
| Caritas Amérique latine et Caraïbes | Salvador                         | Caritas Salvador                          | 1960     |
| Caritas Amérique latine et Caraïbes | Guatemala                        | Caritas Guatemala                         | 1962     |
| Caritas Amérique latine et Caraïbes | Haïti                            | Caritas Haïti                             | 1975     |
| Caritas Amérique latine et Caraïbes | Honduras                         | Caritas Honduras                          | 1959     |
| Caritas Amérique latine et Caraïbes | Mexique                          | Caritas Mexique                           | 1973     |
| Caritas Amérique latine et Caraïbes | Nicaragua                        | Caritas Nicaragua                         | 1960     |
| Caritas Amérique latine et Caraïbes | Panama                           | Caritas Panama                            | 1970     |
| Caritas Amérique latine et Caraïbes | Pérou                            | Caritas Pérou                             | 1955     |
| Caritas Amérique latine et Caraïbes | Paraguay                         | Caritas Paraguay                          | 1958     |
| Caritas Amérique latine et Caraïbes | Porto Rico                       | Caritas Porto Rico                        | 1969     |
| Caritas Amérique latine et Caraïbes | Uruguay                          | Caritas Uruguay                           | 1962     |
| Caritas Amérique latine et Caraïbes | Venezuela                        | Caritas Venezuela                         | 1963     |
| Caritas MONA (en)                   | Algérie                          | Caritas Algérie                           | 1962     |
| Caritas MONA (en)                   | Chypre                           | Caritas Chypre                            | 1974     |
| Caritas MONA (en)                   | Djibouti                         | Caritas Djibouti                          | 1978     |
| Caritas MONA (en)                   | Égypte                           | Caritas Égypte                            | 1967     |
| Caritas MONA (en)                   | Irak                             | Caritas Iran                              | 1981     |
| Caritas MONA (en)                   | Iran                             | Caritas Irak                              | 1992     |
| Caritas MONA (en)                   | Terre Sainte                     | Caritas Jérusalem                         | 1967     |
| Caritas MONA (en)                   | Jordanie                         | Caritas Jordanie                          | 1967     |
| Caritas MONA (en)                   | Liban                            | Caritas Liban                             | 1976     |
| Caritas MONA (en)                   | Libye                            | Caritas Libye                             | ?        |
| Caritas MONA (en)                   | Mauritanie                       | Caritas Mauritanie                        | 1972     |
| Caritas MONA (en)                   | Maroc                            | Caritas Maroc                             | 1947     |
| Caritas MONA (en)                   | Somalie                          | Caritas Somalie                           | 1980     |
| Caritas MONA (en)                   | Syrie                            | Caritas Syrie                             | 1954     |
| Caritas MONA (en)                   | Tunisie                          | Caritas Tunisie                           | ?        |
| Caritas Oceania                     | Australie                        | Caritas Australie                         | 1964     |
| Caritas Oceania                     | Fidji                            | Caritas Fidji                             | 2019     |
| Caritas Oceania                     | Papouasie-Nouvelle-Guinée        | Caritas Papouasie-Nouvelle-Guinée         | 1974     |
| Caritas Oceania                     | Nouvelle-Zélande                 | Caritas Aotearoa Nouvelle-Zélande         | 1966     |
| Caritas Oceania                     | Samoa                            | Caritas Samoa                             | 2008     |
| Caritas Oceania                     | Tonga                            | Caritas Tonga                             | 1972     |
| Caritas Oceania                     | Îles du Pacifique                | Caritas Iles du Pacifique                 | 1980     |
| Caritas Amérique du Nord            | Canada                           | Développement et Paix                     | 1967     |
| Caritas Amérique du Nord            | États-Unis                       | Catholic Charities                        | 1910     |
| Caritas Amérique du Nord            | États-Unis                       | Catholic Relief Services                  | 1943     |

## Affaires judiciaires et polémiques

### Abus sexuels
En 2019, le prêtre belge Luk Delft, religieux Salésiens et secrétaire nationale de l’ONG Caritas en République centrafricaine, est accusé d'agressions sexuelles à Bangui. Il a déjà été condamné en 2012 en Belgique pour abus sur mineur. Il est condamné en juin 2023,  à 30 mois de prison, dont 20 mois avec sursis pour le viol de deux garçons en Belgique et la possession de contenu pédopornographique. Par contre le viol d’un mineur en République centrafricaine n'est pas acté par le tribunal .

### Trafic de nouveau-nés
En décembre 2023, Caritas est citée dans une affaire dans laquelle, jusque dans les années 1980, de jeunes femmes enceintes envoyées par leur famille accoucher dans des institutions religieuses flamandes se sont vu retirer leur enfant, confié ensuite à des parents adoptifs moyennant finances. Au moins 30 000 nouveau-nés seraient concernés. Lors de l’accouchement, elles étaient souvent placées sous anesthésie totale, ou devaient accoucher sous un drap, après quoi elles étaient immédiatement séparées de leur bébé,,.

## Publications
Caritas Internationalis concentre aussi ses réflexions dans des publications. Outre ses rapports annuels, Caritas Internationalis produit des dossiers thématiques concernant des sujets d'actualités pivotant autour de ses thèmes d'intervention .